# San Piero a Sieve
San Piero a Sieve là một đô thị ở tỉnh Firenze trong vùng Toscana, tọa lạc khoảng 20 km về phía bắc của Florence. Tại thời điểm ngày 31 tháng 12 năm 2004, đô thị này có dân số 3.921 người và diện tích là 36,6 km².
Đô thị San Piero a Sieve có các frazione (đơn vị cấp dưới) Campomigliaio.
San Piero a Sieve giáp các đô thị sau: Barberino di Mugello, Borgo San Lorenzo, Calenzano, Scarperia, Vaglia.